# Málta szélső pontjai
A Máltai köztársaság különleges földrajzi pontjai a következők:
- Legészakibb pont: Reqqa Point, Żebbuġ (Gozo) (é. sz. 36° 04′ 56″, k. h. 14° 14′ 10″36.082222°N 14.236111°E)
- Legdélibb pont: Filfla (é. sz. 35° 47′ 10″, k. h. 14° 24′ 26″35.786111°N 14.407222°E)
- Legnyugatibb pont: San Dmitri Point, Għarb, Gozo (é. sz. 36° 04′ 10″, k. h. 14° 11′ 00″36.069444°N 14.183333°E)
- Legkeletibb pont: Marsaskala, Malta (é. sz. 35° 51′ 40″, k. h. 14° 34′ 35″35.861111°N 14.576389°E)
- Legmagasabb pont: Ta' Dmejrek (Dingli), 253 m

## Legközelebbi pontok
- Legközelebbi szárazföld: Cava D'Aliga, Szicília (81 km-re; San Blas és Wied Rihan közötti félsziget, Nadur, Gozo)
- Kontinenshez legközelebbi pont: Borgata Sant'Elia, Saline Ioniche, Olaszország (242 km-re; San Blas és Wied Rihan közötti félsziget, Nadur, Gozo)
- Legközelebbi főváros: Tripoli (Líbia) (339 km-re; Filfla)

## Települések
- Legészakibb: Żebbuġ (Gozo) (é. sz. 36° 04′ 15″, k. h. 14° 14′ 13″36.070833°N 14.236944°E)
- Legdélibb: Birżebbuġa (Malta) (é. sz. 35° 49′ 32″, k. h. 14° 31′ 41″35.825556°N 14.528056°E)
- Legnyugatibb: San Lawrenz (Gozo) (é. sz. 36° 03′ 18″, k. h. 14° 12′ 15″36.055000°N 14.204167°E)
- Legkeletibb: Marsaskala (Malta) (é. sz. 35° 51′ 45″, k. h. 14° 34′ 03″35.862500°N 14.567500°E)